# Средно училище „Ангел Каралийчев“ (Стражица)
Средно училище „Ангел Каралийчев“ е гимназия в град Стражица, община Стражица, област Велико Търново. Патрон на училището е Ангел Каралийчев. Създадено е през 1843 г., като наследява първото училище в Стражица. През учебната 2023/2024 г. в него се обучават 547 деца. Към 2024 г. директор на училището е Антоанета Чукурова.

## Директори
Директори на училището през годините:
- Хараламби Проданов
- Илия Миланов
- Мария Рашкова
- Румен Анастасов (до 2008 г.)[5]
- Пенка Димитрова
- Катя Петрова
- Антоанета  Чукурова